# 천안동성중학교
천안동성중학교(天安東成中學校)는 대한민국 충청남도 천안시 서북구 성환읍 매주리에 있는 사립 중학교이다.

## 학교 연혁
- 1961년 3월 2일 : 제민고등공민학교 개교
- 1968년 5월 10일 : 동성중학교로 개명
- 1974년 6월 3일 : 현 위치로 이전
- 1980년 1월 10일 : 제5대 최호준 이사장 취임
- 2004년 4월 16일 : 학급 증설 인가(15학급)
- 2011년 5월 20일 : 선진형 교과교실제 운영학교
- 2013년 3월 1일 : 천안동성중학교로 교명 변경
- 2015년 3월 2일 : 충남교육청 행복나눔학교(충남형 혁신학교) (2015-2018)
- 2018년 12월 31일 : 충남교육청 혁신학교 재지정(2019-2022)
- 2021년 11월 8일 : 충남교육청 학교공간혁신사업(상상이룸공작실, 문화복합공간) 준공
- 2022년 3월 1일 : 제12대 권경숙 교장 취임
- 2022년 9월 19일 : 충남교육청 혁신학교 추가 재지정(2023-2024)
- 2023년 3월 1일 : 충남교육청 학교자율특색과정 이끎학교
- 2023년 12월 22일 : 제54회 졸업생 졸업(105명)
- 2024년 3월 4일 : 2024학년도 신입생 입학(98명)

## 참고 자료
- 천안동성중학교 - 한국교육학술정보원 학교알리미